# Unfinished Business (EPMD)
Unfinished Business è il secondo album del duo hip hop statunitense EPMD, pubblicato il primo agosto del 1989 e distribuito da Fresh e Priority. L'album entra nella Billboard 200 e raggiunge la prima posizione nella classifica delle produzioni hip hop.
Il 16 ottobre 1989, il disco è certificato d'oro dalla RIAA.
| Recensione       | Giudizio |
| ---------------- | -------- |
| AllMusic         | [ 1 ]    |
| Robert Christgau | B+       |
| Rolling Stone    | [ 4 ]    |

## Tracce
Testi e musiche degli EPMD.
1. So Wat Cha Sayin' – 4:15
2. Total Kaos – 4:00
3. Get the Bozack – 4:05
4. Jane II – 3:15
5. Please Listen to My Demo – 2:40
6. It's Time 2 Party – 4:31
7. Who's Booty – 4:10
8. The Big Payback – 4:15
9. Strictly Snappin' Necks – 4:20
10. Knick Knack Patty Wack (featuring K-Solo) – 5:50
11. You Had Too Much To Drink (featuring Frank-B) – 5:10
12. It Wasn't Me, It Was The Fame – 6:00

Durata totale: 52:31

## Classifiche

### Classifiche settimanali
| Classifica (1989)         | Posizione massima |
| ------------------------- | ----------------- |
| Stati Uniti               | 53                |
| US Top R&B/Hip-Hop Albums | 1                 |